# Teddy Hart
Edward Ellsworth Annis (Calgary, 2 de fevereiro de 1980), mais conhecido pelo seu ring name Teddy Hart, é um lutador de wrestling profissional canadense. Atualmente, luta em circuitos independentes. Teve uma breve passagem pela Total Nonstop Action Wrestling.
Ele faz parte da terceira geração de wrestlers membros da família Hart: ele é neto de Stu Hart, sobrinho de Bret Hart, Owen Hart, Bruce Hart, Jim Neidhart e Davey Boy Smith. Sua mãe se chama Georgia Hart e seu pai B.J. Annis, um ex-wrestler profissional.